# أبو راكة (العلا)
أبو راكة، قرية من قرى محافظة العلا، والتابعة لمنطقة المدينة المنورة في السعودية. تقع في شمال المدينة المنورة، وتبعد عنها بمسافة تقارب () كيلو متر، وعن العلا بمسافة تقارب () كيلو متر.

## مركز أبو راكة
مركز أبو راكة: هو من مراكز فئة (أ)
الموقعيقع المركز في الجزء الشمالي من محافظة العلا .
المساحةتبلغ مسا ظة العلا. حة المركز (2,391كم2) وتمثل 8,17% من مساحة المحافظة ويأتي ترتيبه في المرتبة الرابعة من حيث المساحة.
السكانتبلغ مساحته (1,680كم2)، وتمثل 5,74% من مساحة المحافظة، ويأتي في المرتبة الثامنة من حيث المساحة.
بعد المركز عن المحافظةيقع المركز على بعد (180كم) من المحافظة، والطريق المؤدي إليها طريق زراعي، ويعتبر المركز في المرتبة الثالثة عشر من حيث القرب من مقر المحافظة.